# Neato beerwah
Neato beerwah is een spinnensoort uit de familie Gallieniellidae. De soort komt voor in Queensland en New South Wales.